# 那根拉山口
那根拉山口是当雄县的一個山口，位于拉薩市西北部靠近西藏第二大鹽湖：納木錯。 它的海拔高度為5,190米（17,030英尺）。山口立了一塊標明那根拉山口和海拔高度的石碑 ，從山口向北望去，可以遠眺碧藍遼闊的納木錯。